# La festa del ritorno
La festa del ritorno è un romanzo del 2004 dello scrittore italiano Carmine Abate.
Nel 2004 il libro ha vinto il Premio Selezione Campiello e il Premio Napoli

## Trama
La festa del ritorno è un romanzo raccontato in prima persona da un ragazzo, Marco di 13 anni, durante la sera di Natale. Marco inizia a raccontare della storia di sacrifici del padre Tullio costretto ad emigrare in Francia per lavoro per scarse possibilità lavorative in Calabria.
Tullio comincia così a lavorare in una miniera con altri amici italiani. Durante una giornata di lavoro, un altro minatore provoca una frana di sassi all'interno della miniera. Questo incidente sul lavoro fa suscitare in Tullio il desiderio di andare a cercarsi un altro lavoro nell'ufficio di collocamento parigino. Nella strada verso l'ufficio, Tullio si sofferma davanti ad una fioreria perché abbagliato da una bellissima ragazza, Morena, che lavora lì. Con qualche tentennamento iniziale, i due cominciano ad uscire insieme e alla fine si sposano. Poco dopo Morena dà alla luce una bambina, Elisa.
Ma le cose non vanno come dovrebbero, Morena muore lasciando a Tullio una bimba di solo due anni e mezzo. L'aiuto della nonna paterna di Elisa è essenziale. Ella parte da Hora, per arrivare a Parigi e prendersi cura della nipote e del figlio, straziato dal dolore per la perdita della moglie. Passati un po' di mesi la madre di Tullio gli propone di rimpatriare in Calabria. Lui accetta, consapevole che stare a Parigi sarebbe solo una sofferenza visto i tanti ricordi che lo legano a Morena in questa città.
Ad Hora Tullio riprende i contatti con amici e conoscenti. Qui ritrova la serenità e l'amore con Francesca, con la quale avrà due bambini, Marco e Simona. Tuttavia il voler mantenere buone le condizioni di vita della famiglia decide di ripartire per la Francia, dove troverà lavoro presso una fabbrica di mattoni.
Tullio in genere ritorna a casa dalla Francia durante il periodo di Natale, ma l'anno in cui Marco compie 8 anni, in una giornata d'aprile ritorna a casa con un pallone di cuoio, regalo per il piccolo Marco.
Anche questa volta, come ogni volta quando il padre ritorna, si svolge sempre una "festa del ritorno" per Tullio. Quando è a casa il padre, Marco ogni notte si alza, va in camera dei genitori, accarezza il padre per conferma che sia reale e che non sia solo un suo sogno e se ne torna contento a dormire. Intanto la primogenita Elisa è cresciuta, è diventata grande e ora studia a Cosenza all'università, rientrando a casa solo il fine settimana.
Un giorno, il padre e il figlio Marco decidono di uscire a fare un giro nel bosco a caccia con il cagnolino Spertina, amico di giochi del piccolo Marco. Durante la giornata incontrano un cinghiale. Spertina lo affronta e ne rimane azzannato. Marco e Tullio sono disperati e corrono subito in paese per cercare aiuto, nel tragitto di ritorno però incontrano un uomo misterioso dagli occhi celesti che lo guarisce cucendogli la ferita. Riconoscenti se ne tornano a casa. Quella notte Marco fa' il suo solito rituale di andare a vedere se c'è il padre nel letto. Non c'è, era ripartito.
Passano i mesi e arriva l'estate. Elisa torna a casa dall'università e si dedica a passare i pomeriggi al mare. Marco esce e gioca con i suoi amici. Un giorno Marco decise di andare con il suo cane Spertina in un posto sperduto nel bosco, a Varchijuso dove si trova un ruscello dove poter fare il bagno. Arrivato nel posto, intravede Elisa con un uomo abbracciati, lo stesso uomo che aveva salvato la vita a Spertina  quel giorno nel bosco. Vuole andarsene senza far rumore, ma il cane lo fa scoprire e in accordo con i due amanti, decide di mantenere il segreto del loro incontro.
Un fatto spiacevole accade: Marco finisce all'ospedale per una malattia. Dopo due mesi di convalescenza, i dottori lo dimettono suggerendogli di passare un po' di tempo al mare. Lì ha di nuovo un incontro con "l'uomo di Elisa".
Quando arriva di nuovo Natale, c'è il ritorno del padre. In quest'occasione il padre viene a conoscenza della relazione che Elisa ha con questo uomo. Uomo oltretutto sposato quindi non adatto ad Elisa. Un giorno Tullio prende l'autobus la mattina presto e se ne torna a casa la sera con una mano sanguinante. Si scoprirà in seguito che avrà incontrato l'uomo di Elisa, picchiandolo.
La relazione dei due amanti sembra andare avanti sempre di nascosto. Un giorno a luglio, il giorno di Santa Veneranda, tutti vanno in piazza per festeggiare. La mamma ordina a Marco di non svegliare Elisa perché la sera prima aveva fatto tardi. Di ritorno dai festeggiamenti, la mamma entrando nella stanza di Elisa, non la trova. Si ritrova davanti un letto vuoto macchiato di sangue. Spaventata e allarmata per la scomparsa della figlia si decide ad andare a cercarla 
Anche Marco va a cercarla e prova ad andare al ruscelletto di Varchijuso dove una volta l'aveva vista in compagnia dell'uomo. La intravede con le braccia e le gambe legate che discute e si arrabbia disperata con l'uomo. Di corsa Marco torna a casa , prende  il fucile   da caccia del padre e ritorna sul luogo. Con la speranza di non essere costretto ad usarlo, ma quando torna sul luogo la situazione che gli si presenta davanti è tragica : Elisa invoca aiuto e l'uomo la vuole violentare. Chiude gli occhi e spara. 
L'uomo cade a terra colpito e stordito,  Marco ha così il tempo di liberare Elisa e di tornare a casa. Sul luogo dell'accaduto, i carabinieri, avvertiti da una telefonata anonima, non trovano il ferito.  Elisa spiegherà a Marco che aveva lasciato l'uomo perché non era una relazione che avrebbe funzionato e lui non aveva accettato la cosa. Ecco perché era venuto a rapirla nella sua stanza quella mattina mentre lei stava dormendo.
La storia ritorna alla notte di Natale, finito di raccontare le vicende della sua famiglia, Marco si avvicina a parenti ed amici per scambiarsi gli auguri di Natale. Il padre sale su di un muretto per essere visto da tutti e annuncia, guardando il figlio, che questo sarà un nuovo inizio insieme, perché non ci sarà più una "festa del ritorno". Lui non riparte più.

## Personaggi
- Marco, ragazzino calabrese di 13 anni, protagonista e voce narrante del romanzo
- Elisa, sorella maggiore di Marco. Nata da Tullio e dalla prima moglie Morena
- Simona, sorella minore di Marco ed Elisa. Anche lei come Marco è figlia di Tullio e Francesca, la seconda moglie
- Spertina, cane e amico di giochi di Marco
- Tullio, padre di Marco Elisa e Simona, costretto ad emigrare in Francia per lavoro
- Morena, moglie di Tullio e madre di Elisa, morta prematuramente
- Francesca, moglie di Tullio e madre di Marco e Simona